# Aşağı Çardaqlar
Aşağı Çardaqlar (ryska: Ашагы Чардахлар) är en ort i Azerbajdzjan.   Den ligger i distriktet Zaqatala Rayonu, i den nordvästra delen av landet, 300 kilometer väster om huvudstaden Baku. Aşağı Çardaqlar ligger 193 meter över havet och antalet invånare är 1 045.
Terrängen runt Aşağı Çardaqlar är huvudsakligen platt, men söderut är den kuperad. Närmaste större samhälle är Danaçı, 5,9 kilometer öster om Aşağı Çardaqlar.
Trakten runt Aşağı Çardaqlar består till största delen av jordbruksmark. Runt Aşağı Çardaqlar är det glesbefolkat, med 17 invånare per kvadratkilometer.